# 루하오 (1967년)
루하오(륙호, 중국어 정체자: 陸昊, 병음: Lù Hào, 1967년 ~ )는 중화인민공화국의 정치인이다. 중국 공산주의 청년단 제1서기 때의 별명이 '정단흑마(政壇黑馬)'이었을 만큼 성장이 빨랐던 중화인민공화국의 정치인이다.

## 이력
열혈 공산당 당원으로 고교 재학 중에 중국 공산당에 입당하였으며, 시안시에서 공청단 간부로 활동하였다. 1985년 베이징 대학 경제관리학과(이후 공상관리학원)에 우수당원을 대상으로 한 특별 전형으로 입학을 하였고, 1987년에는 동 대학 총학생회장을 맡았으며, 1989년 대학 졸업 뒤, 1994년 7월 동 대학 대학원에서 경제관리학 석사 학위를 취득하였다. 리다자오, 취추바이, 덩리췬, 위안춘칭 등을 잇는 베이징 대학 출신의 젊은 정치인으로 주목을 받았다. 베이징 방직 회사, 중관춘 기술 단지의 관리직 당간부로 근무하였고, 베이징 시 부시장이 되었다. 이어서 중국 공산주의 청년단 제1서기에 취임하였고, 2013년에는 헤이룽장성 성장이 되었다. 리커창, 보시라이, 리위안차오 등의 중공 정치인들이 그의 빠른 성장에 도움을 주었다. 2018년에는 중화인민공화국 국무원 자연자원부 부장이 되었다. 2022년 이후는 중화인민공화국 국무원 발전연구중심 주임 겸 당서기이다.

## 학력
- 1985년~1989년: 베이징 대학 경제관리학과 (학사)
- 1991년~1994년: 베이징 대학 경제관리학과 공상관리학 (석사)